# Kramersmolen
Kramersmolen – wiatrak w miejscowości Goutum, w gminie Leeuwarden, w prowincji Fryzja, w Holandii. Młyn został przeniesiony w to miejsce w 2002 r. Ma on jedno piętro. Jego śmigła mają rozpiętość 8,35 m. Wiatrak służył głównie do pompowania wody za pomocą śruby Archimedesa.